# 莫里斯·盧布朗
莫里斯·馬里·艾米爾·盧布朗（法語：Maurice-Marie-Émile Leblanc，1864年12月11日—1941年11月6日）是一位法國小說作家。就像英國推理小說作家亞瑟·柯南·道爾創造名偵探夏洛克·福爾摩斯一般，莫理斯·盧布朗也創造出法國最傳奇的偵探、冒險家，也是史上最有名的世紀怪盜──亞森·羅蘋，而成爲知名的偵探小說家。

## 生平
盧布朗在法國上諾曼第的魯昂出生，父親是造船廠老闆，母親是義大利人，家境相當富裕，家中有一個姊妹—喬吉特·盧布朗。他輾轉多國讀書，後來被法律學校退學，於是他移居巴黎，並開始寫犯罪小說與長篇的純文學小說。其寫作模式承襲古斯塔夫·福樓拜與居伊·德·莫泊桑而在文壇上得到了肯定，但卻銷售不順。

### 成名作
1905年，盧布朗在擔任雜誌《我什麼都知道》（Je Sais Tout）編輯的朋友皮埃爾·拉菲特（Pierre Laffitte）的百般邀稿下，心不甘情不悅地寫了一部雜誌連載小說，這部作品就是《亞森·羅蘋被捕記》，讓名聞遐邇的怪盜紳士亞森·羅蘋初次登場就被送進大牢。這部作品從1905年7月15日開始連載，沒想到造成巨大迴響並得到空前的成功，讓盧布朗名利雙收。之後，盧布朗總共寫下21部亞森·羅蘋的系列小說（部份為短篇故事的文集）。

#### 設計來源
亞森·羅蘋一角的設計來源，據推測是來自曾經於1905年3月登上報紙頭版的非法份子馬里烏斯·雅各，也可能是參考自奧克塔夫·米爾波的作品《Les 21 jours d'un neurasthénique》（1901）裡的一位紳士怪盜阿蒂爾·勒博（Arthur Lebeau），或是米爾波所作的另一部喜劇《Scrupules》（1902）裡的紳士怪盜。雖然英國作家歐奈斯特·洪納在1899年創造出另一個怪盜紳士A·J·萊佛士（A. J. Raffles），但推測盧布朗沒有看過。

#### 厭倦
1907年，藉由羅蘋系列故事的成功，盧布朗終於開始全職撰寫羅蘋的故事。然而，盧布朗也犯了和柯南·道爾相同的毛病，因為羅蘋成功的陰影，遮閉了他對純文學小說與犯罪小說的野心，所以他開始對羅蘋這個角色感到困窘，而企圖在系列作《813之謎》裡讓羅蘋自殺。此外，盧布朗本人也說過：『羅蘋不是我的影子，我才是羅蘋的影子。』充份道出他內心的無奈。而在盧布朗的晚年裡又曾說過：『與羅蘋相遇實在是一場意外。要說這是不是場幸運的意外？那可就不得而知了。』。好幾次，盧布朗也嘗試創造其他的角色，比如私家偵探吉姆·巴內特（Jim Barnett），但最終這個角色還是被併作羅蘋的化身。盧布朗一直撰寫羅蘋的冒險史，一直到1930年代。

#### 怪盜與名偵探
亞森·羅蘋的系列作初期，不時有仿福爾摩斯作，讓傳奇大偵探夏洛克·福爾摩斯的登場（如《奇巖城》及《怪盜與名偵探》）；在亞森·羅蘋全集中，雙方一共有五次對決，總是你來我往、勝負難分。這兩個傳奇角色的對決全部出自於盧布朗之手，多少引來福爾摩斯迷的不滿。雖然福爾摩斯的作者柯南·道爾沒有強烈的抗議，還是忍不住指出這是一種不道德的行為。盧布朗後來的作品才開始收斂，出版時將夏洛克·福爾摩斯改為福洛克·夏爾摩斯（法語發音是哀樂客·休梅斯(Herlock Sholmès)），華生則改為威爾森（Wilson）。
但是盧布朗在1933年寫的〈亞森·羅蘋是何方神聖？〉（Qui est Arsène Lupin ?）中提到，他完全沒有受到柯南·道爾的影響，而且在寫作亞森·羅蘋系列作期間也從未拜讀福爾摩斯作品。羅蘋以冒險為主的路線也迥異於福爾摩斯的偵探破案。

### 其他寫作
除了前面介紹到的作品，盧布朗另外還有兩部重要的科幻小說：1919年的《Les Trois Yeux》與1920年的《Le Formidable Evènement》。前者敘述一個科學家與三眼金星人作影像聯繫；在第二部的故事裡發生了一場大地震，之後在英國與法國之間升起了一塊新大陸。

### 遺言
盧布朗的文學成就獲得法國榮譽軍團勳章的獎勵。而他也於1941年死於佩皮尼昂。在他去世之前幾週曾說了一句奇妙的話：『羅蘋出現在我身旁了，快阻止他。』由於話中內容像有人欲加害盧布朗，於是警方派出人馬，每天24小時戒護，直到他壽終正寢。

## 擇錄著作

### 亞森·羅蘋系列作品
- 《亞森·羅蘋被捕記》（紳士怪盜）（Arsène Lupin, gentleman-cambrioleur,  1905-1907）
- 《怪盜與名偵探》（Arsène Lupin contre Herlock Sholmès, 1906-1908）
- 《Arsène Lupin / Une aventure d'Arsène Lupin》(消失的王冠)—戲劇，小說化（1909）
- 《奇巖城》（空心岩柱）（L'aiguille creuse，1909）
- 《813之謎》（813, 1910）
- 《水晶瓶塞》（Le bouchon de cristal, 1912）
- 《羅蘋的告白》（Les confidences d'Arsène Lupin, 1911-1913）
- 《神秘黑衣人》（L'éclat d'obus, 1915）
- 《黃金三角》（Le triangle d'or, 1917）
- 《棺材島》（L'île aux trente cercueils, 1919）
- 《Le retour d'Arsène Lupin》—戲劇（1920）
- 《虎牙》（Les dents du tigre, 1920）
- 《八大奇案》（Les huit coups de l'horloge, 1923）
- 《羅蘋與魔女》（La comtesse de Cagliostro, 1924）
- 《碧眼少女》（La demoiselle aux yeux verts, 1927）
- 《穿羊皮的人》（L'homme a la peau de bique, 1927）
- 《名偵探羅蘋》（L'agence Barnett et Cie, 1927-1928）
- 《奇怪的屋子》（La demeure mystérieuse, 1928）
- 《古堡驚魂》（La barre-y-va, 1930）
- 《綠寶石之謎》（Les cabochon d'emeraude, 1930）
- 《兩種微笑的女人》（幽靈殺手）（La femme aux deux sourires, 1932）
- 《神探與羅蘋》（Victor, de la brigade mondaine, 1934）
- 《魔女的復仇》（La Cagliostro se venge, 1935）
- 《羅蘋的財富》（Les milliards d'Arsène Lupin, 1939）
- 《羅蘋最後之戀》（Le dernier amour d'Arsène Lupin, 1939—2012發表）
- 《白色秋牡丹的秘密》
- 《雙面人》
- 《羅蘋與殺人魔王》
- 《千鈞一髮》
- 《消失的王冠》
- 《黑色的吸血蝙蝠》
- 《羅蘋的大失敗》
- 《幻影殺手》
- 《妖魔與女偵探》

### 其他作品
- 《Une femme》（1893）
- 《Armelle et Claude》（1897）
- 《Voici des ailes》（1898）
- 《Les Lèvres jointes》（1899）
- 《L' Enthousiasme》（1901）
- 《Un vilain couple》（1901）
- 《Gueule rouge》（1904）
- 《80 chevaux》（1904）
- 《La Pitié, pièce de théâtre》（1906）
- 《L' Aiguille creuse》（The Hollow Needle)（1909）
- 《La Frontière》（1911）
- 《Les Trois Yeux》（1919）
- 《La Robe d’écaille rose》（1920）
- 《Le Formidable Événement》（1920）
- 《Le Cercle rouge》（1922）
- 《Dorothée, danseuse de corde》（女偵探之謎）（1923）
- 《La Vie extravagante de Balthazar》（1925）
- 《Le Prince de Jéricho》（偵探與海盜王）（1930）
- 《Les Clefs mystérieuses》（1932）
- 《La Forêt des aventures》（1933）
- 《Le Chapelet rouge》（1934）
- 《L' Image de la femme nue》（1934）
- 《Le Scandale du gazon bleu》（1935）
- 《De minuit à sept heures》（1937）

## 外部連結
- Maurice Leblanc的作品  - 古騰堡計劃

1. ↑  Staff writer. . St. Louis Post-Dispatch 94 (63) (St. Louis, Missouri). 7 November 1941: 3  [2021-10-18]. （原始内容存档于2020-09-30） –Newspapers.com.